# Alexandre Delcommune

Alexandre Delcommune

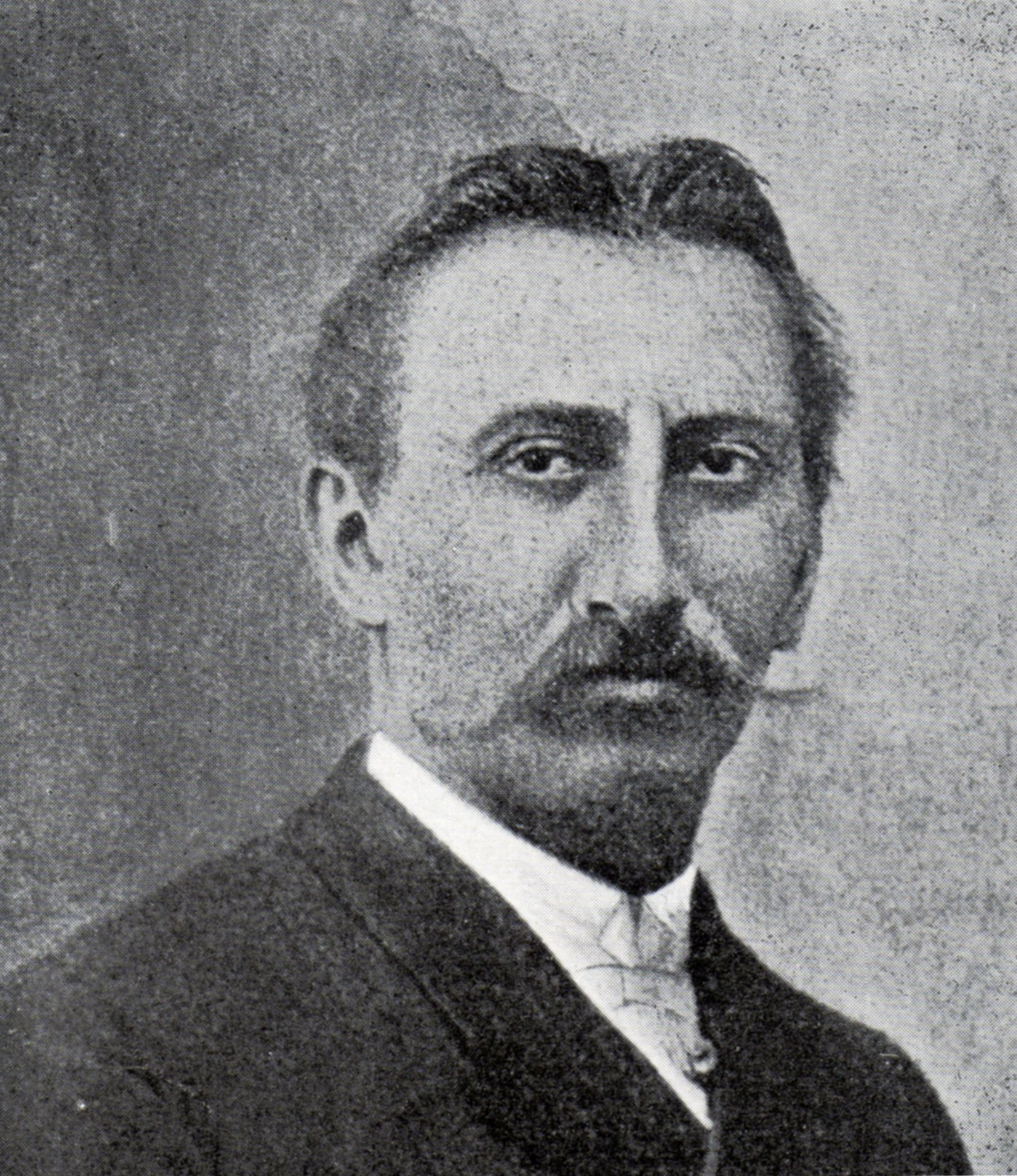
Alexandre Delcommune

Alexandre Delcommune (Namen, 6 oktober 1855 - Brussel, 7 augustus 1922) was een Belgische ontdekkingsreiziger en pionier van de Onafhankelijke Congostaat. Hij ondernam uitgebreide ontdekkingstochten doorheen het land tijdens de vroege koloniale periode. Delcommune exploreerde vele van de begaanbare waterwegen van het Kongobekken en leidde een belangrijke expeditie naar de provincie Katanga tussen 1890 en 1893. Hij schreef zijn verhaal neer net voor zijn dood in 1922.

## Levensloop
De vader van Delcommune was een oud-strijder in de Belgische Revolutie van 1830. Hij bereikte in het leger de rang van sergeant-majoor bij de genietroepen. Nadat hij het leger verlaten had, trad hij in dienst van de Belgische en Franse spoorwegen. Zijn zoon Alexandre, geboren in 1855 in Namen, leek voorbestemd tot een carrière in de ambtenarij, zoals zoveel jongens van zijn stand in die tijd. Hij studeerde aan het Atheneum te Brussel en werkte nadien korte tijd als secretaris van de stationschef van Brussel-Noord. Hij nam al na drie maanden ontslag. Naar eigen zeggen was hij zijn saaie, bekrompen bestaan beu en wilde hij iets meer avontuurlijks.
In januari 1874 reisde hij naar Portugal, waar zijn halfbroer directeur was van een Franse fabriek van olijfolie.
Ook daar was hij niet tevreden en hij verzocht zijn broer hem een aanbevelingsbrief te schrijven voor een van zijn Portugese kennissen, zodat hij naar Brazilië of Afrika kon gaan. Nog geen half jaar na zijn aankomst in Portugal zette Delcommune voet aan wal in San Paolo de Luanda, vanwaar hij naar Ambriz trok. Daar trad hij in dienst van het Franse handelshuis Lasnier-Daumas, Lartigue et Cie . Op dat moment was hij van de zestien Europeanen die toen in het Kongogebied verbleven, de enige Belg.

## Congo

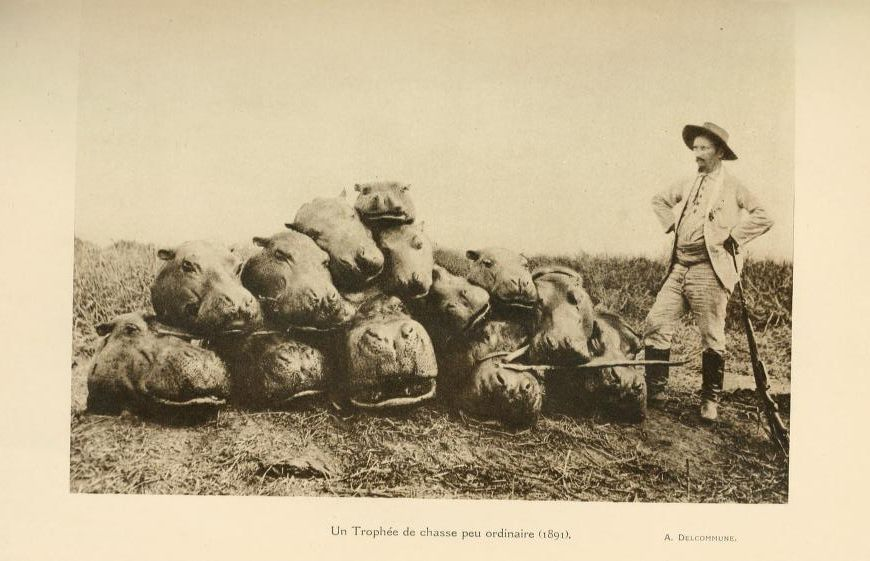
Decommune met jachttrofee in 1891

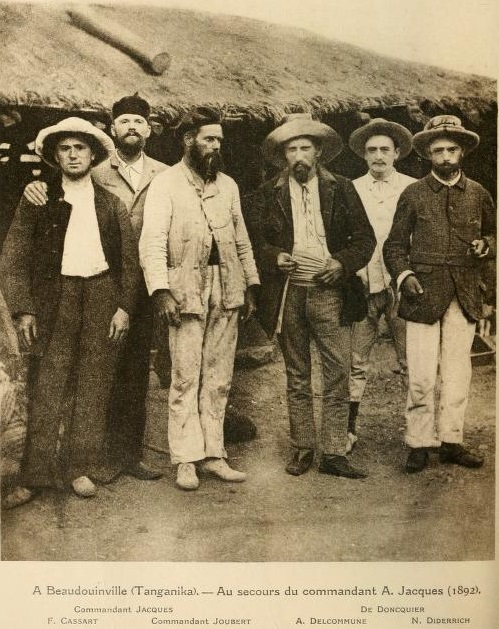
Expeditieleden van de Association Internationale Africaine in Boudewijnstad in 1892, onder leiding van Jules Jacques de Dixmude.

Tijdens een strafexpeditie in 1878, rooft hij het krachtbeeld van Ne kuko (een van de negen koningen van Boma) uit het dorp Kikuku. Het beeld is nog steeds in het bezit van het Afrikamuseum, niettegenstaande er reeds drie aanvragen voor restitutie zijn gebeurd.
In 1883 trad hij in dienst van de Association Internationale Africaine. Een jaar later volgde hij Gillis op als directeur van de Belgische factorijen in Boma en Noki en werd hij het hoofd van de nederzetting van de toekomstige Onafhankelijke Congostaat in Boma (stad). Zijn taak was hier de lokale chefs in Boma ertoe te overhalen een akkoord van soevereiniteitsafstand te tekenen.
Deze belangrijke akkoorden werden op 19 april 1884 gesloten, buiten het weten om van de andere blanken in Boma. Delcommune had op sluwe wijze zijn slag geslagen: door zijn lange verblijf in Boma en door een huwelijk met de dochter van de belangrijkste chef in Boma had hij niet veel moeite moeten doen. Gresshoff, het hoofd van de Nederlandse factorijen aan de Beneden-Congo, was woedend en poogde met de andere blanken in Boma (stad) een gemeenschappelijk front tegen Delcommune te vormen.
In 1887 kreeg Delcommune een belangrijke opdracht van Albert Thys. Deze wilde een onderzoek uitvoeren naar de rendabiliteit van de geplande spoorweg. Delcommune moest het hele bevaarbare deel van het Kongobekken verkennen en nagaan of de aard en het volume van de aanwezige handelsgoederen de investering waard zou zijn.
Tijdens deze reis wist hij een geografisch probleem op te lossen dat o.a. Stanley al een hele tijd bezig hield. Henry Morton Stanley dacht namelijk dat de Lomami een zijtak van de Kongo was; Wolff echter had tijdens zijn verkenning van de Kasaï (rivier) een zijtak van de Sankuru ontdekt die door de inlanders de Lomami genoemd werd. Delcommune voer zelf de Kongo op en bereikte op 17 juli 1888 de monding van de Lomami. Het probleem was hiermee definitief ten gunste van Stanley opgelost. Interessanter voor de Belgen was evenwel de ontdekking dat een handelscentrum als Nyangwe slechts op drie dagen van de Lomami lag.
De beroemde schrijver Joseph Conrad kende Alexandre en diens broer Camille, de directeur van de Société Anonyme Belge, vrij goed. Conrad was al sinds 1873 actief in de zeevaart, eerst als matroos, later als kapitein. In mei 1889 keerde hij voor een korte tijd terug naar Londen, waar hij vergeefs werk zocht als kapitein. Via een aanbeveling van Albert Thys kon hij in augustus 1890 aan de slag als kapitein van een steamer op de Boven-Congo.
In Kinshasa ontmoette hij Camille Delcommune, van wie hij in een brief aan zijn zuster de volgende weinig flatterende typering maakte: “De directeur is een vulgaire ivoorkoopman met schraperige instincten, die zich inbeeldt een handelaar te zijn, terwijl hij slechts een soort Afrikaanse boetiekhouder is. Zijn naam is Delcommune...”. Niettemin hoopte Conrad kapitein te worden op de Florida, het schip dat de expeditieleden enkele weken later naar Stanley Falls zou brengen.  In een passage uit Heart of Darkness, samen met An Out-post of Progress een van de meest schitterende literaire verwoordingen van de situatie in Belgisch-Congo aan het eind van de vorige eeuw, typeert Conrad de deelnemers van de ‘El Dorado-expeditie’ (een vrij doorzichtige verwijzing naar de expeditie-Delcommune) als volgt: “Niettemin spraken ze als ordinaire avonturiers. Ze deden roekeloos zonder stoutmoedig te zijn. In die hele bende viel geen greintje inzicht of ook maar enige oprechte bedoeling te ontdekken, en ze schenen zich er niet van bewust dat die zaken nodig waren om iets tot stand te brengen in de wereld. Hun enige verlangen was om schatten aan het binnenste van de aarde te ontrukken, en ze hadden evenveel hooggestemde bedoelingen als inbrekers die een brandkast openbreken.”
De oorspronkelijke bedoeling was om de expeditie te laten financieren door de Onafhankelijke Congostaat én door de CCCI. De leiding zou dan ook dubbel zijn: iemand van de Onafhankelijke Congostaat zou de expeditie op de heenweg leiden, iemand van de CCCI (Delcommune) op de terugweg, of vice versa. Uiteindelijk werd daar toch van afgezien.

## Latere leven
Na zijn terugkeer in Europa kreeg Delcommune in 1895 het aanbod van Leopold II om staatsinspecteur te worden. Delcommune weigerde. Hij had geen zin meer in nog eens een jarenlang verblijf in Afrika en, zo voegde hij eraan toe, hij voelde onvrede met de politiek van Leopold ten overstaan van de inlandse bevolking, vooral dan wat de rubbereconomie betrof. Het is evenwel zeer goed mogelijk dat dit laatste een latere toevoeging is van Delcommune (hij schreef zijn memoires pas in de jaren twintig), met de bedoeling afstand te nemen van de minder fraaie aspecten van het leopoldiaanse regime in Congo. Vreemd genoeg zou hij hetzelfde jaar nog opnieuw vertrekken naar Congo als inspecteur van de S.A.B. Hij zou een actief reiziger blijven: zo bezocht hij Brazilië en de Nederlandse en Britse kolonies in Azië met de bedoeling andere koloniale systemen te bestuderen. Op Sao Tomé kocht hij samen met Albert Thys een cacaoplantage.
Tijdens de Eerste Wereldoorlog schreef hij het pamflet “L’avenir du Congo belge menacé”, dat een scherpe aanval op de toenmalige minister van Koloniën Jules Renkin bevatte. Zijn vele reizen hadden hem geleerd dat andere koloniale systemen niet toepasbaar waren in Congo, vanwege de te grote verschillen in mentaliteit, zeden en religie. Hij pleitte voor een verbetering van de sanitaire toestand ter plekke en wilde een opvoedingssysteem dat praktisch zou zijn en in de eerste plaats gericht op de landbouw. Een andere voorwaarde was een betere reglementering van de koloniale handel door minimum aankoopprijzen en goedkopere verkoopprijzen. Hierdoor zou de binnenlandse vraag toenemen, doordat de inlanders tegen betere prijzen hun producten konden verkopen en zelf minder moesten betalen. Het is opvallend dat na de Tweede Wereldoorlog deze kritiek en suggesties herhaald werden.
1. ↑  (en) Nkisi Nkonde Statue. Royal Museum for Central Africa - Tervuren - Belgium. Geraadpleegd op 29 september 2022.
2. ↑  Het beeld van Ne Kuko: over koloniale roofkunst & herkomstonderzoek. Koninklijk Museum voor Midden-Afrika - Tervuren - België. Geraadpleegd op 29 september 2022.